# Giants: Citizen Kabuto
Giants: Citizen Kabuto (in seguito chiamato semplicemente Giants) è un videogioco sparatutto in terza persona con elementi dei videogiochi strategici. È stato il primo progetto della software house Planet Moon Studios, che comprendeva ex dipendenti della Shiny Entertainment che avevano lavorato sul videogioco MDK. 

## Trama
Tutto inizia quando 5 rozzi trafficanti d'armi alieni: Baz, Tel, Reg, Gordon e Bennet, chiamati Meccaryn (Mecc), dopo uno scontro contro un gigantesco pesce spaziale, atterrano su di un frammento di pianeta chiamato l'"Isola", abitato da forme di vita intelligenti davvero inospitali.

## Modalità di gioco
Il giocatore ha la possibilità di controllare un personaggio, scegliendolo fra tre razze di umanoidi (i Meccaryns, i Sea Reapers ed i Kabuto), con il quale potrà completare la storia del gioco oppure sfidare altri giocatori online. È possibile equipaggiare il proprio personaggio con vari armamentari ed accessori. Il giocatore ha anche la possibilità di personalizzare i controlli di gioco, che variano leggermente a seconda della razza scelta. Il titolo del videogioco "Citizen Kabuto" fa riferimento all'ultima razza selezionabile, un behemoth che può eseguire varie mosse da wrestler professionista per sconfiggere i propri avversari. La modalità in singolo è sviluppata come un racconto sequenziale, facendo affrontare al giocatore una serie di missioni, che possono consistere in sfide per eliminare il nemico, ma anche in minigiochi e puzzle che testano i riflessi.

## Sviluppo
Lo sviluppo di Giants ha impiegato quattro anni, prima che la Interplay Entertainment lo pubblicasse il 6 dicembre 2000 per Microsoft Windows. Una conversione per OS X è stata pubblicata dalla MacPlay nel 2001, a cui è seguita una versione per PlayStation 2 pubblicata nello stesso anno.